# Daphnusa
Daphnusa is een geslacht van vlinders uit de onderfamilie Smerinthinae van de familie pijlstaarten (Sphingidae).

## Soorten
- Daphnusa ailanti (Boisduval, 1875)
- Daphnusa ocellaris Walker, 1856